# Sébastien Squillaci
Sébastien Squillaci (* 11. srpna 1980, Toulon, Francie) je francouzský fotbalový obránce, který v současné době obléká dres korsického týmu SC Bastia. Předtím hrál v anglickém Arsenalu, který opustil po vypršení smlouvy v roce 2013.

## Reprezentační kariéra
V A-mužstvu Francie debutoval 18. 8. 2004 v přátelském zápase v Rennes proti Bosně a Hercegovině (remíza 1:1).
Celkem odehrál v letech 2004–2010 za francouzský národní tým 21 zápasů, branku nevstřelil.